# Каратомар (Осакаровський район)
Каратома́р (каз. Қаратомар) — село у складі Осакаровського району Карагандинської області Казахстану. Адміністративний центр та єдиний населений пункт Каратомарського сільського округу.
Населення — 540 осіб (2021; 730 у 2009, 757 у 1999, 597 у 1989).
Національний склад станом на 1989 рік:
- казахи — 51 %;
- росіяни — 23 %.

До 2023 року село називалось Сінокосне.

## Видатні уродженці
- Корнєєв Іван Ілліч — Герой Радянського Союзу.